# Diane Le Feyer
Diane Le Feyer, née le 8 septembre 1980 à Romans-sur-Isère (Drôme), est une illustratrice française de livres et revues pour enfants, une illustratrice de bandes dessinées et de livres scolaires, créatrice de personnages, réalisatrice et animatrice de publicités, de dessins animés et de jeux vidéos.
Elle a été diplômée à l'École Émile-Cohl à Lyon en 2002. Diane Le Feyer enseigne dans cette même école de graphisme depuis 2010 comme professeure d'illustration et d'infographie.

## Biographie

### Débuts dans le dessin, animation, réalisation, jeux vidéo
Diane Le Feyer a une révélation à l'âge de 10 ans quand elle voit le dessin animé La Petite Sirène de Disney. C'est un choc esthétique, elle restera longtemps fascinée par la beauté de ce personnage : ses cheveux, l'ondulation de l'eau dans l'océan, les mouvements gracieux de la sirène. Ce bouleversement la guidera plus tard vers une carrière dans le dessin. D'autres animés des années 1980 stimuleront sa créativité : les Cités d'or, Cat's Eyes, Ulysse 31, Jayce et les Conquérants de la lumière. Son environnement l'influencera aussi à choisir cette carrière artistique: des proches dessinateurs, créateurs d'objets d'art en fer forgé, cordonnier.
Diane Le Feyer réalise les illustrations du livre jeunesse Mark Logan, édité par Bayard Presse

### Illustratrice deMortelle Adèle, à partir de 2014
Miss Prickly est l'illustratrice des premiers volumes de Mortelle Adèle (tomes 1 à 7). À partir du tome 8, c'est Diane Le Feyer qui illustre les aventures de l'héroïne d'Antoine Dole. En 2014, la bande dessinée n'était pas le domaine dans lequel elle avait le plus exercé. Elle avait plus d'expérience en animation et en illustration. Mais à la suite d'un coup de téléphone par lequel on lui propose de dessiner Adèle, Diane Le Feyer accepte ce projet.
En 2023, dans l'adaptation animée de Mortelle Adèle, elle prête sa voix à la Mère Noël.

## Distinctions
- Story of Ireland, édité en 2007 par O'Brien Press se voit décerner le prix de l'Irish Children Book of the Year
- The Secret of Kells, film du britannique Tomm Moore. Diane Le Feyer est créatrice de personnages. Ce film reçoit le prix du public en 2007 au Festival du film d'Annecy et 7 nominations[6].